# Megasema triangulum
Megasema triangulum är en fjärilsart som beskrevs av Hüfnagel 1776. Megasema triangulum ingår i släktet Megasema och familjen nattflyn. Inga underarter finns listade i Catalogue of Life.